# Glyceria spicata
Glyceria spicata é uma espécie de planta com flor pertencente à família Poaceae. 
A autoridade científica da espécie é (Biv.) Guss., tendo sido publicada em Florae Siculae Synopsis 2: 784. 1845.

## Portugal
Trata-se de uma espécie presente no território português, nomeadamente em Portugal Continental.
Em termos de naturalidade é nativa da região atrás indicada.

## Protecção
Não se encontra protegida por legislação portuguesa ou da Comunidade Europeia.